# 20 Tage in Mariupol
20 Tage in Mariupol (Originaltitel ukrainisch: 20 днів у Маріуполі, romanisiert: 20 dniw u Mariupoli) ist ein 2023 erschienener ukrainischer Dokumentarfilm von Mstyslaw Tschernow. Bei den 96. Academy Awards gewann der Film den Oscar als „Bester Dokumentarfilm“.

## Handlung
Der Film dokumentiert 20 Tage, während der ein AP-Team ukrainischer Journalisten in der von russischen Truppen belagerten Stadt Mariupol festsitzt. Als letztes internationales Reporterteam bemühen sie sich, die Gräueltaten der russischen Invasion zu dokumentieren und fangen ein, was später zu den prägendsten Bildern des Krieges wird: sterbende Kinder, Massengräber, die Bombardierung einer Entbindungsklinik, Ärzte und Pflegepersonal, die den schwer Verletzten nicht mehr helfen können, das Leiden der Menschen und den Verfall des zivilen Lebens durch Plünderungen.
Nachdem gezeigt wurde, wie das Bildmaterial aufgenommen worden war, werden die Umstände geschildert, unter denen es der Redaktion von AP über Mobilfunk und Satellitentelefon teilweise zugespielt werden konnte. Anschließend werden Ausschnitte aus den Nachrichtensendungen verschiedener internationaler Fernsehsender gezeigt, in denen die Aufnahmen verwendet und eingeordnet wurden. Der Film zeigt schließlich die Flucht der Journalisten mit einem Autokonvoi des Internationalen Komitees vom Roten Kreuz aus Mariupol. Sie müssen das Krankenhaus und die Opfer der russischen Angriffe zurücklassen, um sich selbst und ihr Filmmaterial zu retten. Am Ende stehen zwei Szenen, in der der russische Außenminister und später auch der russische Botschafter bei den Vereinten Nationen gegenüber Reportern, die sie zu den Filmaufnahmen befragen, deren Echtheit leugnen.

## Veröffentlichung und Rezeption

### Veröffentlichung
Die Premiere des Films fand am 20. Januar 2023 auf dem Sundance Film Festival statt, wo 20 Tage in Mariupol auch die Auszeichnung in der Kategorie World Cinema Documentary erhielt. In der Ukraine war der Film ab Ende August in den Kinos zu sehen, in den USA in ausgewählten Kinos bereits ab dem 14. Juli. Zudem wurde das Werk im Rahmen verschiedener Filmfestivals aufgeführt wie dem Human Rights Film Festival Berlin, dem Hot Docs Canadian International Documentary Festival in Toronto, dem Doc Edge Festival in Neuseeland oder dem DocuDays UA International Human Rights Documentary Film Festival in Kiew. Auch wurde der Film bei der 78. Sitzung der Generalversammlung der Vereinten Nationen gezeigt. Am 2. September 2024 lief eine vom SWR für die ARD überarbeitete Fassung in der Reihe Dokumentarfilmzeit auf 3sat.

### Rezeption
Bei Rotten Tomatoes erzielte 20 Tage in Mariupol 100 % auf dem Tomatometer bei 63 Rezensionen, bei den Zuschauern wurde der Film mit 98 % Zustimmung bewertet. Bei Metacritic erhielt der Film 84 von 100 Punkten, was dem Prädikat „allgemeine Anerkennung“ entspricht.
Mareike Müller resümierte in ihrer Kritik für das Handelsblatt, dass 20 Tage in Mariupol sowohl filmisch als auch in seiner Bedeutung ein Meisterwerk sei. Das Leid der ukrainischen Bevölkerung durch den russischen Angriffskrieg werde ungeschönt und eindrücklich vermittelt. Frank Scheck hob in seiner Kritik für The Hollywood Reporter hervor, dass der Film nicht nur die menschliche Tragödie des Krieges schilderte, sondern auch den Mut und Einfallsreichtum der Kriegskorrespondenten hervorhebt, den diese benötigen, um ihre Arbeit trotz lebensgefährlicher Bedingungen fortzusetzen. Das Lexikon des internationalen Films vergab dem Film dreieinhalb von fünf möglichen Sternen und beurteilte ihn als nicht zuletzt dergestalt wirksam, „indem er den Propaganda-Lügen russischer Politiker und Medien erschütternde Tatsachen entgegenhält“; hingegen hinterließen „einige formale Mittel wie eingestreute Rückblenden und eine nach konventioneller Spannungsdramaturgie klingende Musik“ einen „ambivalenten Eindruck“.

## Auszeichnungen
Sundance Film Festival 2023
- Auszeichnung mit dem Audience Award in der Kategorie World Cinema Documentary

Cinema for Peace Awards 2023
- Auszeichnung in der Kategorie The Most Valuable Documentary of the Year

British Academy Film Awards 2024
- Nominierung in der Kategorie Bester nicht-englischsprachiger Film
- Auszeichnung in der Kategorie Bester Dokumentarfilm

Oscarverleihung 2024
- Auszeichnung in der Kategorie Bester Dokumentarfilm[9]